# Pallacanestro Varese 1985-1986
Nel Campionato 1985-86 la Pallacanestro Varese abbandona lo sponsor Star e affianca il proprio nome all'azienda calzaturiera varesina "DiVarese".
Nella rosa dei giocatori lasciano la società John Devereaux e Francesco Anchisi, che si trasferiscono alla Filanto Desio e Luigi Mentasti, alla Opel Reggio Calabria. Lo straniero scelto inizialmente per sostituire Devereaux è Mark Acres, allontanato dopo cinque partite di campionato a favore di Larry Micheaux.
Il campionato si conclude con il sesto posto dopo la stagione regolamentare, e al termine dei play-off al quinto, sconfitti dalla Mobilgirgi Caserta.
In Coppa Italia la DiVarese viene battuta nelle semifinali dalla Simac Milano, che vincerà infine il torneo.
In Coppa Korać ancora una sconfitta in semifinale, contro la squadra casertana della Mobilgirgi.

## Rosa 1985/86
- Andreas Brignoli
- Paolo Boesso
- Dino Boselli
- Riccardo Caneva
- Enzo Carraria
- Gianluca Castaldini
- Giorgio Cattini
- Larry Micheaux
- Corny Thompson
- Mark Acres
- Francesco Vescovi
- Guido Curtarello
- Alberto Degli Innocenti
- Stefano Rusconi
- Romeo Sacchetti
- Allenatore:
  -  Riccardo Sales

## Statistiche
| COMPETIZIONE        | GIOCATE | VINTE | PERSE | F    | S    | PIAZZAMENTO |  |
| CAMPIONATO completo | 35      | 20    | 15    | 3014 | 2907 | 5           |  |
| TORNEI E AMICHEVOLI | 18      | 11    | 7     | 1556 | 1493 | -           |  |
| COPPA KORAC         | 8       | 5     | 3     | 715  | 671  | SEMIFINALE  |  |
| COPPA ITALIA        | 8       | 5     | 3     | 676  | 634  | SEMIFINALE  |  |

## Fonti
- "Pallacanestro Varese 50 anni con voi" di Augusto Ossola
- "La Pallacanestro Varese" di Renato Tadini
- Lega Basket, su 195.56.77.208. URL consultato il 7 aprile 2011 (archiviato dall'url originale il 9 ottobre 2012).